# Sonja Vasić
Sonja Vasić (serbisch: Соња Петровић Васић) (geborene Sonja Petrović)  (* 18. Februar 1989 in Belgrad) ist eine ehemalige serbische Basketballspielerin.

## Werdegang
Bei KK Roter Stern Belgrad stieg sie in den Erwachsenenbereich ein und wechselte 2006 nach Spanien zu CBF Universitari de Barcelona. In der Euroleague spielte die Serbin erstmals mit dem französischen Verein CJM Bourges. Mit Bourges wurde sie französische Meisterin. Bei Spartak Moskau Region (Euroleague-Siege 2009 und 2010 sowie FIBA-Europe-Supercup-Sieg 2009), mehr noch aber bei USK Prag wurde sie zu einer der besten Spielerinnen in Europa. 2015 gewann sie mit Prag die Euroleague sowie den FIBA-Europe-Supercup, tschechische Meistertitel holte sie 2015, 2016 und 2017. Das Fachmedium eurobasket.com zeichnete sie 2015, 2016, 2017, 2018 und 2019 als beste Flügelspielerin Europas aus.
In der US-Liga WNBA war sie in den Sommerspielzeiten 2012 (Chicago Sky) und 2016 (Phoenix Mercury) beschäftigt.
Vasić wurde mit Serbien 2015 und 2021 Europameisterin, bei der EM 2021 wurde sie als beste Spielerin des Turniers ausgezeichnet. 2016 wurde sie Dritte der Olympischen Sommerspiele. Vasić war dreimal (2016, 2019, 2021) Serbiens Basketballerin des Jahres.
Sie heiratete 2019 den früheren Olympiateilnehmer im Rudern, Miloš Vasić, und nahm dessen Nachnamen an. Bei den 2021 ausgetragenen Olympischen Sommerspielen 2020 war Sonja Vasić beim Einlauf in das Olympiastadion gemeinsam mit Filip Filipović Flaggenträgerin der serbischen Delegation.
2021 trat sie nach den Olympischen Spielen wegen Kniebeschwerden als Spielerin zurück. Nach dem Ende ihrer Laufbahn als Leistungsbasketballspielerin wurde sie für das Nationale Olympische Komitee Serbiens als Direktorin tätig.